# 910-es évek
Századok: 9. század – 10. század – 11. század
Évtizedek: 860-as évek – 870-es évek – 880-as évek – 890-es évek – 900-as évek – 910-es évek – 920-as évek – 930-as évek – 940-es évek – 950-es évek – 960-as évek
Évek: 910 911 912 913 914 915 916 917 918 919